# Radon-220
Radon-220 of 220Rn (ook wel aangeduid als thoron of thoriumemanatie) is een onstabiele radioactieve isotoop van radon, een edelgas. Van deze isotoop komen op Aarde sporen voor.

## Geschiedenis
Bij de ontdekking van de radioactiviteit rond 1900 werd na uranium, thorium, radium en polonium ook een radioactief gas ontdekt dat oorspronkelijk emanatie werd genoemd. Ernest Rutherford merkte op dat verbindingen van thorium constant een radioactief gas emitteren, dat gedurende enkele minuten radioactief blijft. Hij noemde dit gas emanatie (Em), en later thorium-emanatie (Th Em). In 1904 suggereerde William Ramsay dat deze en andere emanaties isotopen van hetzelfde element waren. In 1923 werden alle emanaties, die elk een eigen naam hadden gekregen, benoemd als het element radon. Het woord thoron wordt nog steeds incidenteel gebruikt als alternatieve naam voor radon-220, met name om onderscheid te maken met radon-222.

## Vorming
Radon-220 is een natuurlijk vervalproduct van thorium-232. Thorium-232 vervalt tot radium-228, dat via actinium-228 en thorium-228 overgaat tot radium-224. Deze isotoop vervalt via alfaverval tot radon-220.
{\displaystyle {\ce {{^{232}_{90}Th}->{^{228}_{88}Ra}+\,_{2}^{4}\alpha }}}
{\displaystyle {\ce {{^{228}_{88}Ra}->{^{228}_{89}Ac}+{e^{-}}+{\bar {\nu }}_{e}}}}
{\displaystyle {\ce {{^{228}_{89}Ac}->{^{228}_{90}Th}+{e^{-}}+{\bar {\nu }}_{e}}}}
{\displaystyle {\ce {{^{228}_{90}Th}->{^{224}_{88}Ra}+\,_{2}^{4}\alpha }}}
{\displaystyle {\ce {{^{224}_{88}Ra}->{^{220}_{86}Rn}+\,_{2}^{4}\alpha }}}

## Radioactief verval
Radon-220 heeft een halveringstijd van 55,6 seconden. Het vervalt vrijwel geheel naar de radio-isotoop polonium-216, onder uitzending van alfastraling:
{\displaystyle {\ce {{^{220}_{86}Rn}->{^{216}_{84}Po}+\,_{2}^{4}\alpha }}}
De vervalenergie hiervan bedraagt 6,4 MeV. Polonium-216 vervalt verder via een vervalreeks die eindigt bij het stabiele lood-208. Een zwaar metaal als radioactief lood of polonium heeft gezondheidseffecten als het zich aan stofdeeltjes hecht en in de longen achterblijft. Dat kan mogelijk longkanker tot gevolg hebben.

## Radon-220 in woningen
Radon-220 komt net als radon-222 van nature vrij uit de bodem en uit bouwmaterialen. Het zou volgens het Rijksinstituut voor Volksgezondheid en Milieu (RIVM) met name vrijkomen uit fosfogips, maar mogelijk ook uit andere afwerkmaterialen die in de bouw gebruikt worden.
Een radon-onderzoek van het RIVM in 2012 had betrekking op twee verschillende isotopen, namelijk radon-222 en radon-220 (thoron). Voor het bepalen van de gezondheidseffecten is het van belang onderscheid te maken tussen deze twee isotopen, omdat radon-220 veel sneller vervalt dan radon-222.
In 2013 besloot het RIVM dan ook onderzoek te gaan doen naar het in woningen voorkomen van radon en thoron afzonderlijk.

### België
In België is de ophoping van radon in huizen voornamelijk een probleem in de Ardennen, waar het in grotere concentraties vrijkomt uit de bodem. Dit is te wijten aan de bodemsamenstelling: in het zuiden van België komt er van nature meer uranium in de bodem voor, waardoor meer radon gevormd wordt dat vervolgens in de atmosfeer terecht kan komen. Het risico op besmetting is het hoogst in de arrondissementen Verviers, Bastenaken en Neufchâteau.
Elk jaar sterven ongeveer 7400 Belgen aan longkanker. Bij 10% wordt radon als oorzaak aangewezen. Radon is immers de gevaarlijkste kankerverwekkende stof in woningen. In België is radon verantwoordelijk voor ongeveer 40% van de stralingsziektegevallen onder de bevolking. De gemiddelde radioactiviteit als gevolg van radon in Belgische woningen bedraagt 53 Bq per m³.

### Nederland
In Nederland komt ook radon uit de bodem vrij. In Nederland is de radonconcentratie in woningen relatief laag. Dit komt door een gunstige bodemgesteldheid. De stralingsblootstelling door het verval van radon-220 is mogelijk groter dan voor 2013 werd aangenomen.
Het RIVM schat dat de dosis door radon-222 in Nederland enkele honderden doden per jaar veroorzaakt. Voor radon-220 zou dit van eenzelfde orde van grootte kunnen zijn.
193Rn · 194Rn · 195Rn · 195mRn · 196Rn · 197Rn · 197mRn · 198Rn · 199Rn · 199mRn · 200Rn · 201Rn · 201mRn · 202Rn · 203Rn · 203mRn · 204Rn · 205Rn · 206Rn · 207Rn · 207mRn · 208Rn · 209Rn · 209m1Rn · 209m2Rn · 210Rn · 210m1Rn · 210m2Rn · 210m3Rn · 211Rn · 212Rn · 213Rn · 214Rn · 214mRn · 215Rn · 216Rn · 217Rn · 218Rn · 219Rn · 220Rn · 221Rn · 222Rn · 223Rn · 224Rn · 225Rn · 226Rn · 227Rn · 228Rn · 229Rn · 230Rn · 231Rn